# A Roàng
A Roàng là một xã miền núi biên giới thuộc huyện A Lưới, thành phố Huế, Việt Nam 
.
Xã A Roàng có diện tích 57,44 km², dân số năm 2019 là 2.860 người và mật độ dân số đạt 50 người/km².
Một số văn liệu viết tên xã A Roằng theo cách phát âm của người địa phương.

## Hành chính
Tính đến năm 2015 (theo Nghị quyết 09/NQ-HĐND tỉnh), xã A Roàng có 7 thôn: A Chi-Hương Sơn, A Ka, A Roàng 1, A Roàng 2, Ka Rôông-A Ho, A Min-C9, Ka Lô.